# 顿涅茨克铁路局

顿涅茨克铁路局管辖路线图

顿涅茨克铁路局（羅馬化：Donetska zaliznitsya）是乌克兰铁路的铁路管理局之一，负责管辖乌克兰东部地区的铁路系统，包括顿涅茨克州、卢甘斯克州、扎波罗热州、哈尔科夫州、第聂伯罗彼得罗夫斯克州的铁路。
顿涅茨克铁路局的营业里程为2,927.6公里，占全国铁路网总长度的13%。顿涅茨克铁路局相邻第聂伯河沿岸铁路局和南方铁路局，并与俄罗斯铁路的东南铁路局和北高加索铁路局连接。顿涅茨克铁路局拥有重要的地理位置，不仅服务乌克兰的顿巴斯工业地区，还将乌克兰东部地区和乌克兰中部地区、俄罗斯联邦的伏尔加河下游流域和北高加索地区连接起来，铁路货运装载量和卸载量分别占乌克兰铁路的47%和36%。

## 枢纽车站
- 沃尔诺瓦哈
- 杰巴利采沃
- 顿涅茨克
- 伊洛瓦伊斯克
- 科诺皮拉涅维卡
- 克拉斯尼
- 利曼
- 波克罗夫斯克
- 卢甘斯克
- 卢图吉诺
- 斯拉維揚斯克
- 罗达科韦
- 亚西努瓦塔